# Stenotaenia macrocarpa
Stenotaenia macrocarpa är en flockblommig växtart som beskrevs av Josef Franz Freyn och Paul Ernst Emil Sintenis. Stenotaenia macrocarpa ingår i släktet Stenotaenia och familjen flockblommiga växter. Utöver nominatformen finns också underarten S. m. daralaghezica.